# Insubrie

Mapa

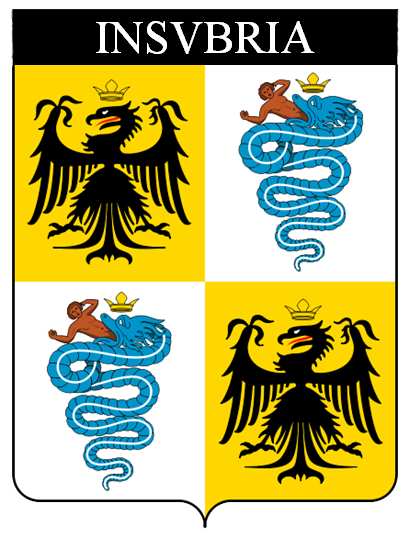
Znak

Insubrie (Insubriä) je historický region mezi Alpami a horním tokem Pádu, pojmenovaný podle starověkého keltského kmene Insubrů, který byl romanizován na počátku našeho letopočtu. Má rozlohu okolo 14 000 km² a zaujímá severovýchodní Piemont, severozápadní část Lombardie a švýcarský kanton Ticino, největším městem je Milán. Používá se zde zvláštní dialekt lombardštiny.
Od 14. do 18. století tvořila Insubrie jádro Milánského vévodství, pro které se také používal neoficiální latinský výraz Insubria, za napoleonských válek byla součástí Cisalpinské republiky. Je to oblast hor a jezer s vyspělým turistickým ruchem, tvořící zvláštní geobotanickou podoblast. V roce 1995 byl v severní části území (bez Milána s okolím) vytvořen euroregion, roku 2005 vzniklo hnutí Domà Nunch („Jenom my“), usilující o vyšší samosprávu regionu a ochranu místní přírody a tradic. K významným zastáncům specifické insubrijské identity patří spisovatel Luigi Balocchi, tvořící v místním nářečí. Roku 1998 byla založena Insubrijská univerzita, sídlící v Comu, Varese a Saronnu, také zde vychází deník La Prealpina.